# Bishop's Caundle
Bishop's Caundle est une paroisse civile et un village du Dorset, en Angleterre.